# Єрланбіке Катаї
Єрланбіке Катаї (кит.: 叶尔兰别克·卡泰; нар. 16 липня 1990, Цзюцюань, провінція Ганьсу) — китайський борець вільного стилю, бронзовий призер Азійських ігор, учасник Олімпійських ігор.

## Спортивні результати на міжнародних змаганнях

### Виступи на Олімпіадах
| Змагання                    | Збірна | Вагова категорія          | Місце |
| --------------------------- | ------ | ------------------------- | ----- |
| Літні Олімпійські ігри 2016 | Китай  | вільна боротьба, до 65 кг | 12    |

### Виступи на Чемпіонатах світу
| Змагання                        | Збірна | Вагова категорія          | Місце |
| ------------------------------- | ------ | ------------------------- | ----- |
| Чемпіонат світу з боротьби 2015 | КНР    | вільна боротьба, до 65 кг | 16    |

### Виступи на Чемпіонатах Азії
| Змагання                       | Збірна | Вагова категорія          | Місце |
| ------------------------------ | ------ | ------------------------- | ----- |
| Чемпіонат Азії з боротьби 2015 | КНР    | вільна боротьба, до 65 кг | 7     |
| Чемпіонат Азії з боротьби 2019 | КНР    | вільна боротьба, до 65 кг | 10    |

### Виступи на Азійських іграх
| Змагання           | Збірна | Вагова категорія          | Місце  |
| ------------------ | ------ | ------------------------- | ------ |
| Азійські ігри 2014 | КНР    | вільна боротьба, до 65 кг | Бронза |
| Азійські ігри 2018 | КНР    | вільна боротьба, до 65 кг | 7      |

### Виступи на інших змаганнях
| Змагання                                                     | Збірна | Вагова категорія                 | Місце  |
| ------------------------------------------------------------ | ------ | -------------------------------- | ------ |
| Кубок Президента Казахстану з боротьби 2011                  | КНР    | греко-римська боротьба, до 55 кг | 13     |
| Гран-прі Парижа з боротьби 2015                              | КНР    | вільна боротьба, до 65 кг        | 5      |
| Гран-прі Іспанії з боротьби 2015                             | КНР    | вільна боротьба, до 65 кг        | Бронза |
| Олімпійський кваліфікаційний турнір з боротьби 2016 (Астана) | КНР    | вільна боротьба, до 65 кг        | Срібло |
| Меморіал Вацлава Циолковського 2016                          | КНР    | вільна боротьба, до 65 кг        | Срібло |
| Турнір Г. Картозія і В. Балавадзе 2018                       | КНР    | вільна боротьба, до 65 кг        | 11     |
| Гран-прі «Іван Яригін» 2019                                  | КНР    | вільна боротьба, до 70 кг        | 11     |

### Виступи на змаганнях молодших вікових груп
| Змагання                                      | Збірна | Вагова категорія          | Місце |
| --------------------------------------------- | ------ | ------------------------- | ----- |
| Чемпіонат світу з боротьби серед юніорів 2010 | КНР    | вільна боротьба, до 60 кг | 5     |